# 風成
風成（フウセイ、1997年5月18日 - ）は日本のキックボクサー。東京都世田谷区生まれ。
最大体重110kgから68kgまで42kgの減量に成功。現在はスーパーウェルター級としてプロデビュー。
NJKF EXPROSION初代ミドル級王者

## 来歴
3歳（幼稚園年少）から小学3年まで空手を習い始めたのが格闘技との出会いのきっかけとなった。（3歳から幼稚園卒園児まで極真空手の黒澤道場、小学生時は正道会館東京本部）その後様々なスポーツを経験し紆余曲折を経て現在のエスジム上野へ23歳で入門。
2022年8月　BREAKING DOWN6に応募をするが落選。「BREAKING DOWNには興味はないがこめおや瓜田のようなイキってるのに弱い奴等を倒したい」と豪語したが夢のドリームマッチは実現せず終わった。

### アマチュア時代
2021年7月19日アマチュアデビュー戦で1R KO勝ち
2021年10月31日アマチュア2戦目もKO勝ち
2022年3月6日　KROSS×OVER16
興行にて初のセミプロルール（グローブは10オンスレガースヘッドギアの防具は無し3分2R）で1R KO勝ち2022年5月21日アマチュア4戦目で全戦全勝全KO（3戦3勝3KO）の記録が途絶え初の引き分け。
2022年10月16日　NJKF EXPROSION初代ミドル級王座決定トーナメント優勝
2023年9月10日アマチュア最終試合となったプロテストを兼ねて行われた試合も2R KO勝ちでアマチュア戦績8戦7勝1分6KOで締め括る。

### プロデビュー
2023年12月10日品川インターシティホールで行われたINNOVATION Resistance-14にて磯谷幸貴と対戦。1R開始1分程度で偶発的なローブローが磯谷にヒットしてしまい、試合続行不可能で無効試合。
2024年2月4日 NJKF DUEL.29にて木戸翔太と対戦。序盤から打ち合いの展開に持っていくも、1R TKO負けこれがプロアマ通算して初の敗北ダウン、KO負けとなった。

## 獲得タイトル
- NJKF EXPROSION　初代ミドル級王座決定トーナメント優勝

## 戦績
| 開催年月日     | 勝敗 | 対戦相手  | 大会名                   | 結果           |
| -------------- | ---- | --------- | ------------------------ | -------------- |
| 2023年12月10日 | ー   | 磯谷 幸貴 | INNOVATION Resistance-14 | ノーコンテスト |
| 2024年2月4日   | ✕    | 木戸 翔太 | NJKF DUEL.29             | 1R TKO (2:14)  |

## 脚　注
1. ↑   (日本語) KROSS×OVER16 鈴木 風成(エスジム上野) vs 初見 啓介(掣圏会)#krossover 2024年3月9日閲覧。
2. ↑   (日本語) 【RESISTANCE-14】第3試合 磯谷 幸貴vs風成 2024年3月9日閲覧。